# Брукс, Кевин
Кевин Брукс (англ. Kevin Brooks; род. 30 марта 1959, Эксетер, Англия, Великобритания) — английский прозаик, сценарист.

## Биография
Детство писателя прошло в Эксетере графства Девоншир. Изучал с 1980 года психологию и философию в Астонском университете в Бирмингеме.
Работал музыкантом, на автозаправочной станции, в крематории, на железной дороге и почте, был чиновником, продавал хот-доги в Лондонском зоопарке.
Ныне живёт в Эссексе.

## Творчество
Пишет, в основном, триллеры и детективы, героями которых являются подростки.
Дебютировал в 2002 году романом «Martyn Pig», который в следующем году выиграл ежегодную британскую литературную премию Branford Boase Award, как «самая многообещающая книга для детей и юношества, написанная молодыми писателями».
По его сценариям сняты два фильма - «Quentin Tarantino's Suicide Squad» (короткометражный, 2016) и «iBoy» (2017)

## Избранные произведения
| Серия про Джонни Делгадо - Johnny Delgado: Private Detective - Like Father, Like Son (2006) - Private Detective (2006) - Johnny Delgado: In Father’s Steps (2008) Серия про Джона Крейна - A Dance of Ghosts (2011) - Until the Darkness Comes (2012) - Wrapped in White (2013) Серия про Тревиса Делейни - The Ultimate Truth (2014) - The Danger Game (2014) - The Snake Trap (2015) | Внесерийные книги - Martyn Pig (Chicken House, 2002) - Lucas (2002) - Kissing the Rain (2004) - Bloodline (2004) - I See You (2005), by Brooks and Catherine Forde - Candy (2005) - The Road of the Dead (2006) - Being (2007) - Black Rabbit Summer / Лето чёрного кролика (2008) - Killing God (2009); - iBoy (2010) - Naked (2011) - The Bunker Diary (2013) - The Devil’s Angel (2014) - Dumb Chocolate Eyes (2015) - Five Hundred Miles (2016) - Born Scared (2016) |

## Награды
- 2003 — Branford Boase Award — Martyn Pig
- 2004 — North East Book Award — Lucas
- 2007 — Angus Book Award — Candy
- 2012 — Angus Book Award — iBoy
- 2014 — Медаль Карнеги за роман «Дневник из бункера[англ.]» (The Bunker Diary)
- Sheffield Children’s Book Award